# Дизель-молот

Молоты сваебойные дизельные трубчатые

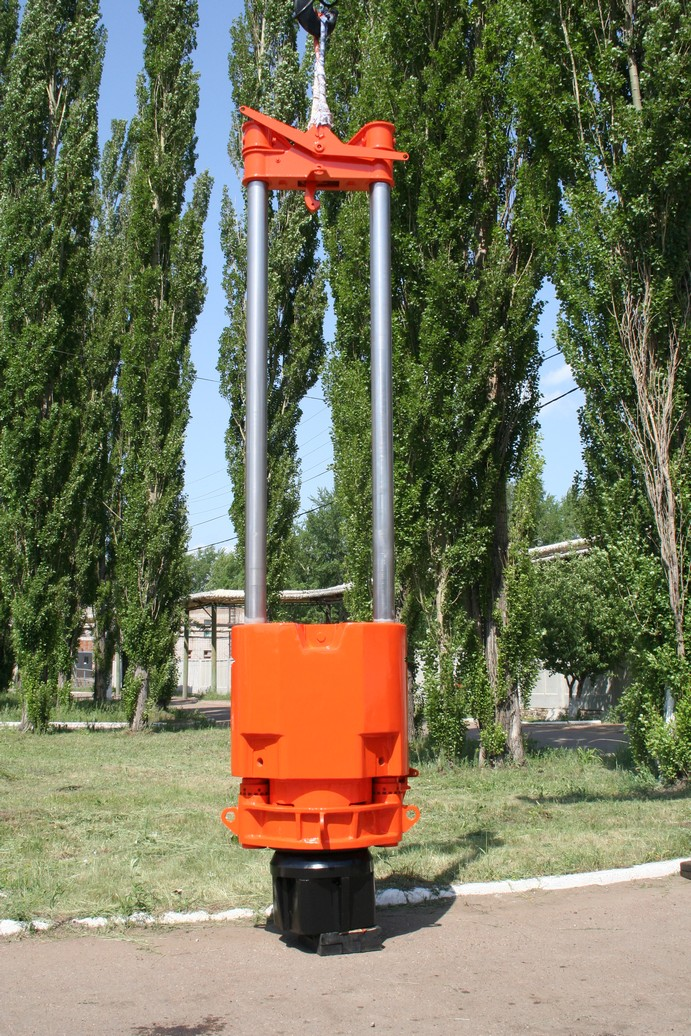
Молот сваебойный дизельный штанговый

Дизель-молот — устройство для забивания свай в землю. Принцип действия аналогичен работе дизельного двигателя, с той разницей, что дизель-молот является свободно-поршневым дизельным двигателем. В трубчатом дизель-молоте цилиндр устанавливается на верхнюю часть сваи. В цилиндре вверх-вниз движется баба, играющая роль одновременно поршня и бойка. При движении бабы вниз происходит сжатие находящегося в цилиндре воздуха и подача дозатором топлива в лунку шабота, затем при ударе бабы по шаботу  топливо из лунки мелко распыляется (во время впрыска топливо ещё не воспламеняется, так как в среднем положении поршня температура воздуха ещё недостаточно велика).
Происходит воспламенение, т.к. воздух при сжатии был сильно нагрет, и высоким давлением газа поршень (т.е. баба) отбрасывается наверх. Таким образом, каждый раз вся кинетическая энергия бабы расходуется на удар, а подъём бабы происходит за счёт работы газа. Вблизи верхней точки открываются выпускные окна, через которые продукты сгорания выходят в атмосферу, а затем впускные, через которые снаружи попадает чистый воздух. Исчерпавшая энергию подъёма баба под действием своего веса начинает движение вниз, и цикл повторяется.
Дизель-молот пускается подъёмом бабы в верхнее положение и затем сбросом её со стопора, но в мороз может потребоваться несколько попыток пуска. Особенностью рабочего цикла является низкое качество распыла топлива, что приводит к выбросу сажи и снижению КПД. Коэффициент остаточных газов также велик.
Штанговый дизель-молот отличается от описанного трубчатого тем, что ударной частью (бабой) служит цилиндр, а не поршень, и потому масса неподвижной части меньше (это увеличивает эффективность). Кроме того, в штанговых дизель-молотах для распыления топлива используют специальный топливный насос (упрощённый вариант ТНВД) с форсункой, что уменьшает выбросы сажи при одновременном росте мощности при равных размерах поршня. Поэтому в последнее время штанговые дизель-молоты вытесняют трубчатые.